# Rare Tracks volume 1
Rare Tracks volume 1 is een muziekalbum van Rogue Element. Van Rogue Element, Jerome Ramsey en Brendan Pollard,  zijn maar twee echte muziekalbums beschikbaar, aangezien zij in de marge van de popmuziek spelen. Hun debuut Premonition was ook direct hun laatste album; echter hun als eerste opgenomen album Storm Passage kwam officieel pas in 2010 uit. Gedurende die jaren voorafgaand aan Premonition hebben de heren wel opnamen gemaakt, maar deze werden niet uitgebracht. Rare Tracks volume 1 bevat opnamen uit het tijdvak 12 september 1994 tot en met 15 januari 1999. Opvallend aan de muziek is dat de eerste twee tracks veel meer naar richting ambient gaan dan naar elektronische muziek van de Berlijnse School, zoals later het geval was. De laatste track is puur Rogue Element.

## Musici
Zie tracklist

## Tracklist
| Nr. | Titel                                                    | Duur  |
| --- | -------------------------------------------------------- | ----- |
| 1.  | Sharp Blue (Jerome Ramsey; opname 12 september 1994)     | 2:24  |
| 2.  | La Grange Point (Jerome Ramsey; 12 september 1994)       | 7:54  |
| 3.  | Galgate (Rogue Element; 14 december 1996)                | 14:22 |
| 4.  | Emerald Shard (Rogue Element; 23 oktober 1997)           | 9:21  |
| 5.  | Shallow Bay Events (Rogue Element; 15 februari 1998)     | 12:48 |
| 6.  | Reflections of the Mews (Rogue Element; 15 januari 1999) | 15:49 |